# Marosagárd
Marosagárd (románul Poienița, korábban Ogari, németül Agarden) falu Romániában, Maros megyében. Közigazgatásilag Jedd községhez tartozik.

## Fekvése
A falu a Bői-patak mentén, Marosvásárhelytől 8 km-re keletre, településközpontjától, Jeddtől 4 km-re keletre fekszik.

## Története
Neve a magyar agár főnévből való. (A román poienița „mezőcské”-t jelent). 1600-tól románok telepedtek a faluba. Ortodox temploma van. Református temploma a 19. századi fatemplom helyett épült. 1910-ben 329 lakosából 241 román és 88 magyar volt. A trianoni békeszerződésig Maros-Torda vármegye Marosi felső járásához tartozott. 1992-ben 268 lakosából 175 román, 49 magyar és 44 cigány volt.